# Mandy Haase
Mandy Haase (Leipzig, 25 de junio de 1982) es una exjugadora alemana de hockey sobre césped.

## Trayectoria
Haase representó a Alemania en los Juegos Olímpicos de Atenas 2004, Pekín 2008 y Londres 2012. Su participación más destacada fue en su debut olímpico, cuando derrotó a China en semifinales, a Países Bajos en la final y obtuvo la primera medalla de oro para su selección.